# Tindaro
Tindaro est une œuvre d'Igor Mitoraj. C'est l'une des œuvres d'art de la Défense, en France.

## Description
L'œuvre est située devant l'immeuble KPMG. Elle prend la forme d'un buste monumental et tronqué.

## Historique
L'œuvre est installée en 1997. Démontée en 2015